# Il poeta che non sa parlare
Il poeta che non sa parlare è un album di Nino D'Angelo, pubblicato nel 2021.
Arrangiamenti e direzione d'orchestra: Nuccio Tortora

## Tracce
1. Pane e canzone (con Toni Servillo)
2. Cattivo penziero
3. Sultanto si perdesse a te
4. Voglio parlà sulo d’ammore
5. Vivere è murì (con James Senese)
6. Chillo è comm’a te (con Rocco Hunt)
7. Na storia 'a scurdà
8. Uocchie belle
9. Ammore è dà (con Rosario Miraggio, Emiliana Cantone, Andrea Sannino, Gianluca Capozzi, Livio Cori, Milly Ascolese, Mavi Gagliardi, Fabiana Martone)
10. Campiò